# Schlacht bei Gibraltar
Westeuropa

Oosterweel – Dahlen – Heiligerlee – Jemgum – Jodoigne – Le Quesnoy – Brielle – Mons – Goes – 1. Mechelen – Naarden – Middelburg – Haarlem – Alkmaar – Geertruidenberg – Leiden – Delft – Valkenburg – Mooker Heide – Schoonhoven – Zierikzee – 1. Antwerpen – Gembloux – Rijmenam – 1. Deventer – Borgerhout – 1. Maastricht – 2. Mechelen – 1. Steenwijk – Kollum – 1. Breda – Noordhorn – Niezijl – Lochem – Lier – Eindhoven – Steenbergen – Ghent – Aalst – 2. Antwerpen – IJsseloord – Empel – Boksum – 1. Grave – 1. Venlo – Axel – Neuss – 1. Rheinberg – Zutphen – 1. Sluis – 1. Bergen-op-Zoom – 2. Geertruidenberg – 2. Breda – 2. Zutphen – 2. Deventer – Delfzijl – Knodsenburg – 1. Hulst – Nijmegen – Rouen – Caudebec – 2. Steenwijk – 1. Coevorden – 3. Geertruidenberg – 2. Coevorden – Groningen – Huy – 1. Groenlo – Lippe – Calais – 2. Hulst – Turnhout – 2. Rheinberg – 1. Moers – 2. Groenlo – Bredevoort – Enschede – Ootmarsum – 1. Oldenzaal – 1. Lingen – 1. Schenckenschans – Zaltbommel – Rees – San Andreas – Nieuwpoort – 3. Rheinberg – Ostende – 1. 's-Hertogenbosch – 2. Grave – Hoogstraten – 3. Sluis
Zwölfjähriger Friede

2. Lingen – 3. Groenlo – Aachen – Jülich – 2. Bergen op Zoom – Fleurus – 3. Breda – 2. Oldenzaal – 4. Groenlo – 2. 's-Hertogenbosch – Slaak – 2. Maastricht – Leuven – 2. Schenkenschans – 4. Breda – 2. Venlo – Kallo – 3. Hulst
Europäische Gewässer

Vlissingen – Borsele – Haarlemmermeer – Zuiderzee – Schelde – Lillo – Ponta Delgada – Bayona Islands – Golf von Almería – 1. Cadiz – Azoren – Straße von Dover – 2. Sluis – 1. Kap St. Vincent – 1. Gibraltar – 2. Gibraltar – 2. Cadiz – Lizard Point – Dünkirchen – Calais – Downs – 2. Kap St. Vincent – 2. St. Martin
Amerika

Bahia – Matanzas – St. Martin – San Juan – Abrolhos – Pernambuco – Südchile
Ostindien

Playa Honda – 1. San Salvador – 2. San Salvador – La Naval de Manila – Puerto de Cavite
Die Schlacht bei Gibraltar fand am 25. April 1607 während des Achtzigjährigen Krieges statt, als ein niederländischer Verband ein spanisches Geschwader in der Bucht von Gibraltar überraschte. Die Schlacht, in der zwei Drittel der spanischen Schiffe versenkt wurden, endete mit einem niederländischen Sieg. Die Schlacht dauerte vier Stunden lang.

## Vorgeschichte

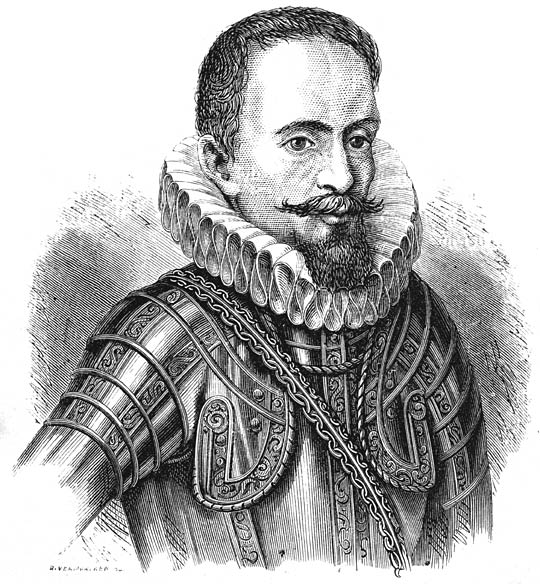
Admiral Jacob van Heemskerk (1567–1607)

Die Republik der Vereinigten Niederlande befand sich seit Jahrzehnten in einem Unabhängigkeitskrieg (1568–1648) gegen das Königreich Spanien. Dabei stellte es ein großes Problem dar, dass die jährlichen Handelskonvois der Niederländischen Ostindien-Kompanie (VOC) bei ihrer Rückkehr aus den Kolonien oft durch spanische Geschwader bedroht wurden, welche von der Küste der Iberischen Halbinsel aus operierten. Im Jahre 1607 drängte die Leitung der VOC nun dazu, die Gefahr durch diese Geschwader zu beseitigen, um den Handelsschiffen eine sichere Fahrt in die Niederlande zu ermöglichen. Es wurde deshalb eine Flotte bestehend aus 26 kleineren Kriegsschiffen und vier Tendern unter dem Kommando von Admiral Jacob van Heemskerk (1567–1607) zusammengestellt und in spanische Gewässer entsandt.
Der Verband stach Anfang April 1607 in See und ankerte ab dem 10. April vor der Mündung des Flusses Tagus. Hier erfuhr man durch Spione und Informationen von neutralen Kaufleuten, dass die portugiesische Gewürzflotte in den nächsten Wochen noch nicht in See gehen würde, und dass auch keine Geleitzüge aus Übersee erwartet wurden. Allerdings erfuhr man auch, dass ein spanisches Geschwader von Kriegsschiffen in der Straße von Gibraltar lag. Dort wären die Spanier in der Lage, alle niederländischen Handelskonvois aus der Levante, dem Mittelmeer oder dem südlichen Atlantik abzufangen. Heemskerk beschloss, diesen spanischen Verband anzugreifen, und segelte umgehend nach Gibraltar, wo er am Morgen des 25. April eintraf.
In der Bucht von Gibraltar lag das spanische Geschwader unter Don Juan Alvarez d’Avilés mit insgesamt 10 Galeonen und 11 Karacken und kleineren Kriegsschiffen. An Bord der Schiffe befanden sich neben den Seeleuten auch 4.000 Soldaten, von denen allein 900 auf dem Flaggschiff, der San Agustin, und 750 an Bord der großen Galeone Nuestra Señora de la Vega (das Schiff des spanischen Vizeadmirals) waren. Admiral Heemskerk hielt einen Kriegsrat an Bord seines Flaggschiffes Æolus ab und wies seine Offiziere in seine Pläne ein. Die niederländischen Schiffe waren zwar kleiner, aber seiner Ansicht nach deshalb auch beweglicher und effektiver, während die spanischen Schiffe schwer zu manövrieren waren. Sein Plan sah vor, dass er sein Flaggschiff längsseits des spanischen Flaggschiffs legen würde, während die Tiger (Kapitän Lambert) sich auf die andere Seite legen sollte. Vizeadmiral Laurenz Alteras und Kapitän Bras sollten das gleiche Manöver gegen die Nuestra Señora de la Vega durchführen. Die übrigen niederländischen Schiffe sollten direkt hinter den Führungsschiffen folgen. Nur einige wenige Schiffe ließ er am Ausgang der Bucht zurück, um eine Flucht spanischer Schiffe zu verhindern. Als die Spanier die Niederländer bemerkten, bereiteten sie sich umgehend auf deren Angriff vor.

## Schlachtverlauf

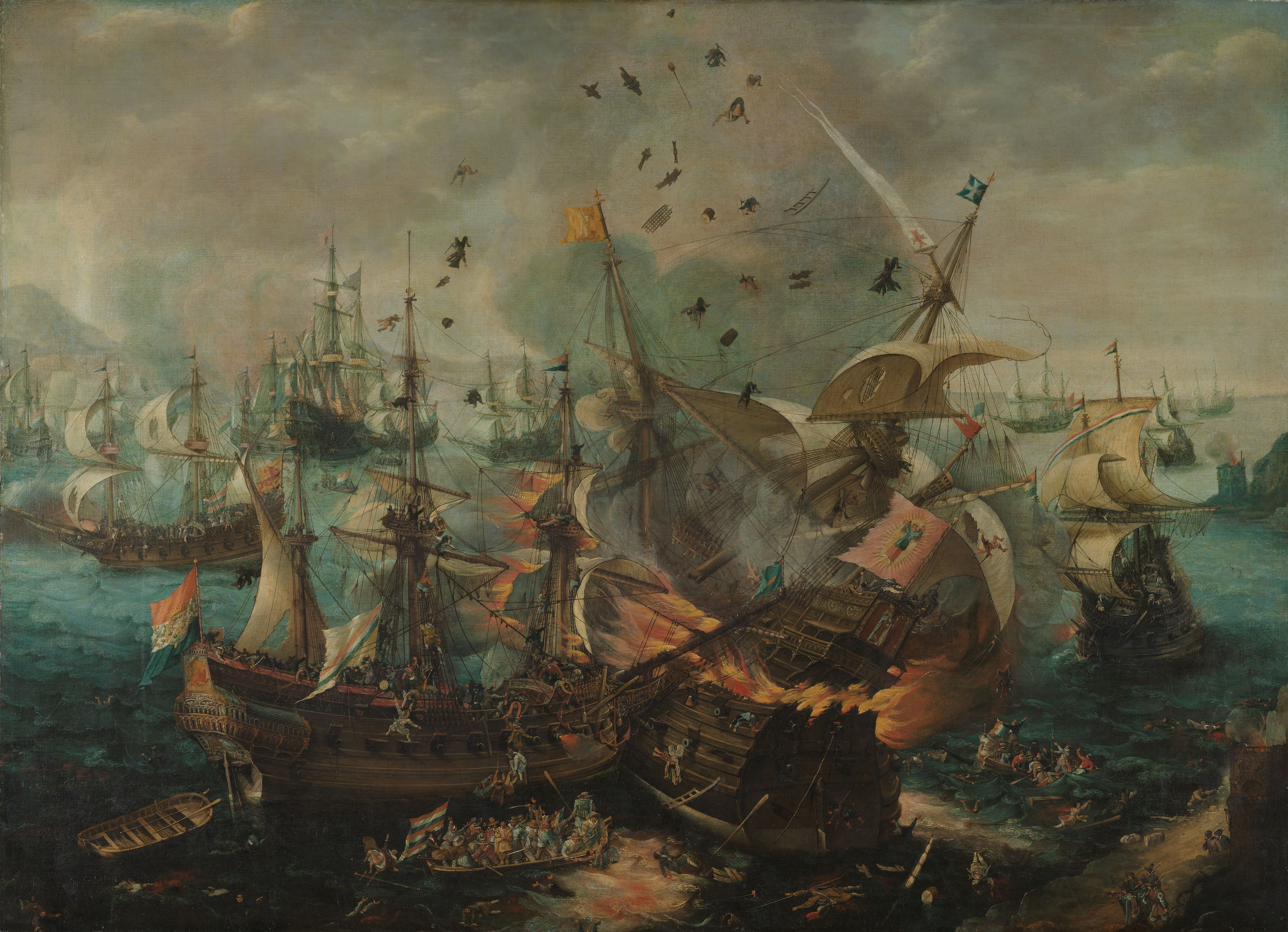
Explosion einer spanischen Karacke während der Schlacht, Gemälde von Cornelis Claesz van Wieringen (um 1621)

Insgesamt war der Verlauf des Kampfes sehr unübersichtlich, da er in dichtem Pulverqualm und auf engstem Raum stattfand. Trotzdem lassen sich einige Hauptlinien rekonstruieren. Um 13:00 Uhr waren die niederländischen Schiffe trotz schwachen Windes an das spanische Geschwader herangekommen, und um 15:30 Uhr begann die Schlacht. Heemskerk wies seine Besatzung an, nicht eher zu feuern, als bis die Schiffe aneinander liegen würden. Um eine Kollision zu vermeiden, ließ Admiral d’Avila die Ankertaue der San Agustin kappen, sodass das Schiff hinter die anderen spanischen Schiffe abtrieb. Heemskerk verfolgte das spanische Flaggschiff dennoch weiter, bis er es eingeholt hatte. Sobald die Æolus und die Tiger am Rumpf des spanischen Flaggschiffes lagen, begann der Austausch von Breitseiten und Musketenfeuer. Dabei zertrümmerte eine Kanonenkugel das linke Bein des niederländischen Admirals, der kurz darauf starb. An seiner Stelle übernahm Kapitän Verhoef das Kommando. Im weiteren Verlauf des Kampfes wurde auch Admiral d’Avila an Bord der San Agustin getötet.
Unterdessen war der niederländische Vizeadmiral Alteras nicht dazu gekommen, die Nuestra Señora de la Vega anzugreifen, da er zunächst selbst von zwei spanischen Galeonen unter Druck gesetzt wurde. Drei andere niederländische Schiffe führten deshalb seinen Auftrag aus und kämpften die Nuestra Señora de la Vega schließlich nieder. Das spanische Schiff geriet in Brand und sank schließlich. Doch auch die niederländischen Schiffe hatten Feuer gefangen und mussten gelöscht werden. Vizeadmiral Alteras driftete während seines Kampfes mit den spanischen Galeonen in Richtung der Festung von Gibraltar ab und versenkte schließlich eines der beiden spanischen Schiffe. Das andere wurde schwer beschädigt von seiner Mannschaft auf den Strand gesetzt. Zeitgleich war auch das Schiff des Kapitäns Henry Janszoon in den Kampf verstrickt worden und hatte eine weitere spanische Galeone in Brand geschossen.
Am frühen Nachmittag explodierte schließlich die Pulverkammer einer großen spanischen Galeone, vermutlich durch den Treffer einer erhitzten Kanonenkugel. Durch die aufgewirbelten, brennenden Wrackteile gerieten noch andere Schiffe in Brand, was wiederum zur Explosion von zwei weiteren Galeonen führte. Die spanischen Besatzungen gerieten zunehmend in Panik. Kurz vor Sonnenuntergang hisste auch die San Agustin die weiße Flagge. Da das aber im Pulverqualm nicht zu sehen war, wurde das Schiff schließlich von den Niederländern geentert, und die Besatzung zum größten Teil getötet. Allgemein begann am Ende der Schlacht ein Massaker an den spanischen Überlebenden, sowohl der im Wasser treibenden als auch der an Bord der Schiffe.

## Folgen

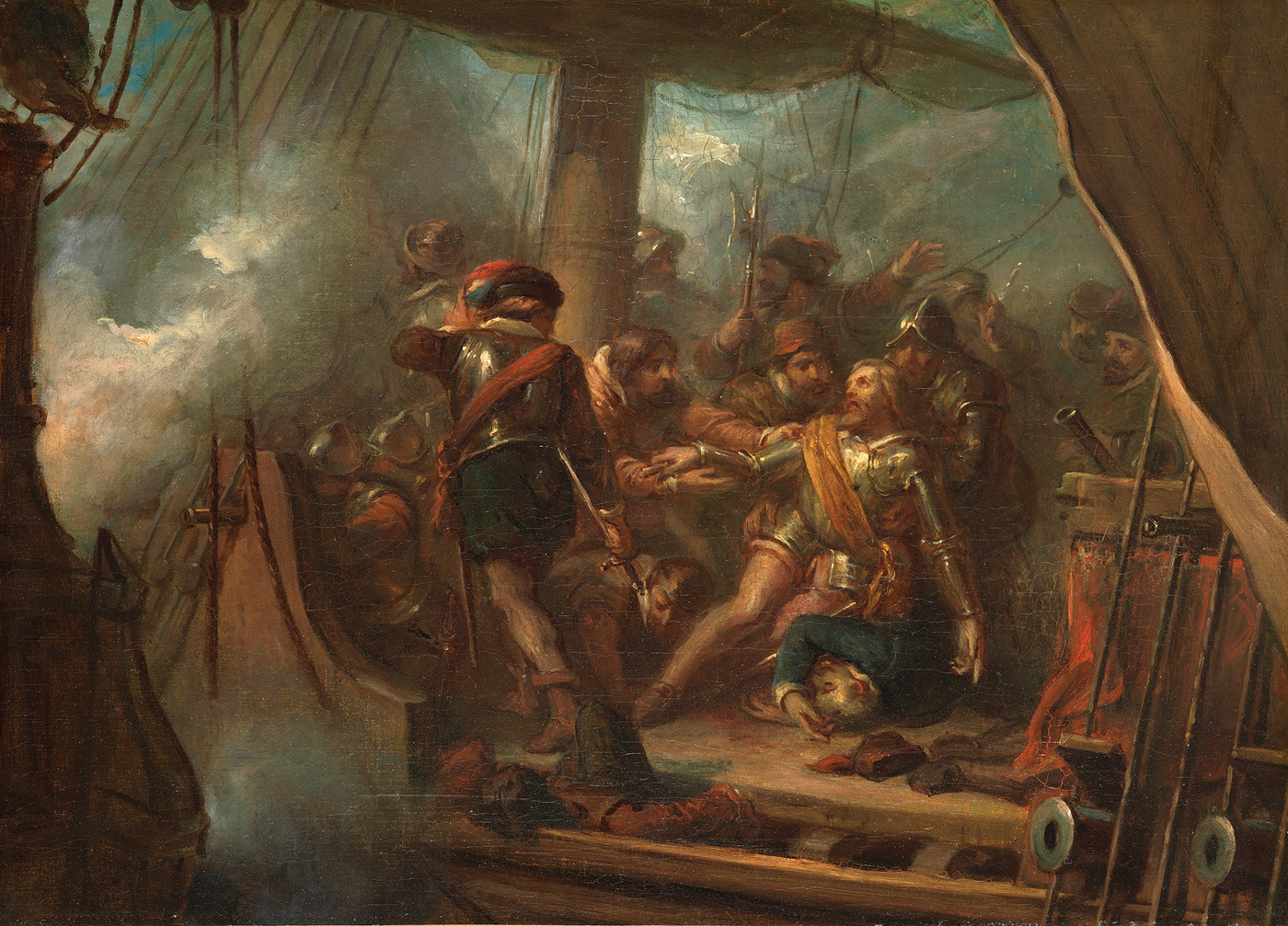
Der niederländische Admiral Jacob van Heemskerk fiel während der Schlacht (Darstellung von Antonie Frederik Zürcher, 19. Jahrhundert)

Auch am folgenden Tag blieb das niederländische Geschwader in der Bucht von Gibraltar und versuchte einen Angriff auf die Festung selbst, der allerdings misslang. Die niederländischen Seeleute begannen deshalb mit dem Plündern der Vororte, aus denen die Bevölkerung bereits geflohen war. Zwei niederländische Schiffe wurden wieder in die Heimathäfen geschickt. An Bord hatten sie 60 Verwundete und die Leiche des gefallenen Admirals, der in Amsterdam auf Staatskosten beigesetzt wurde. Neben diesen Verlusten geben die zeitgenössischen Quellen nur noch weitere 100 Tote, aber keine Schiffe an. Diese Zahl scheint jedoch angesichts der Heftigkeit der Kämpfe stark untertrieben zu sein, verwundert aber nicht, da es damals völlig üblich war, dass die Befehlshaber der Schiffe gefallene Seeleute und Soldaten weiter in den Soldlisten aufführten, um sich deren Heuer bzw. Sold anzueignen. Die spanischen Verluste beliefen sich auf 14 versenkte, verbrannte oder gekaperte Schiffe. Unter diesen befand sich auch die San Agustin, welche, von den Niederländern aufgegeben, an den Strand trieb und dort von einigen spanischen Seeleuten verbrannt wurde.
Die Niederländer verließen Gibraltar schließlich und kreuzten auf der Suche nach Prisen bei den Azoren, den Kanarischen Inseln und entlang der portugiesischen Küste, bevor sie sich wieder in die Vereinigten Provinzen begaben.